# Manon de Boer
 (avril 2023).
Manon de Boer née en Inde en 1966 est une vidéaste néerlandaise. Elle vit et travaille à Bruxelles.

## Biographie
Manon de Boer a étudié à l'Académie Willem de Kooning de Rotterdam et à la Rijksacademie d'Amsterdam. Depuis 2006, de Boer fait partie de la plateforme de production et de distribution bruxelloise, Auguste Orts. Elle a également été la cofondatrice de cette plateforme[réf. à confirmer].
Manon de Boer travaille principalement dans le domaine de l'audiovisuel. En plus de ses films, elle travaille de plus en plus avec la sculpture, l'installation et, en 2021, elle a créé une performance, Ghost Party (1), avec Latifa Laâbissi[réf. à confirmer].
Ses œuvres ont été exposées, entre autres, à la Biennale de Venise (2007), la Biennale de Berlin (2008), la Biennale de São Paulo (2010), la Documenta de Kassel (2012) et à la Biennale de Tapei (2016). Ses œuvres ont également fait l'objet d'expositions monographiques au Witte de With à Rotterdam (2008), Frankfurter Kunstverein (2008), South London Gallery (2010), Contemporary Art Museum of St Louis (2011), Museum of Art Philadelphia (2012), Van Abbe Museum d'Eindhoven (2013), Secession à Vienne (2016), Gulbenkian Museum de Lisbonne (2020), Museum Dhondt-Dhaenens de Gand (2022) et au Kunstmuseum de Saint-Gall (2022); ses films ont été projeté dans divers festivals internationaux de films à Hong Kong, Marseille, Rotterdam et Vienne[réf. à confirmer].
En 2022, Manon de Boer présente avec Latifa Laâbissi le projet Ghost Party à Rennes. Ce projet est en 2 volets, l'un chorégraphique, l'autre vidéo.

## Filmographie
- SylviaKristel - Paris (2003)
- Resonating Surfaces (2005)
- Presto, Perfect Sound (2006)
- Villes saisies/Captured Cities (2007)
- Dissonant (2010)
- Think About Wood, Think About Metal (2011)
- one, two, many (2012)
- An Experiment in Leisure (2016)